# Kazahsztán a 2010. évi téli olimpiai játékokon

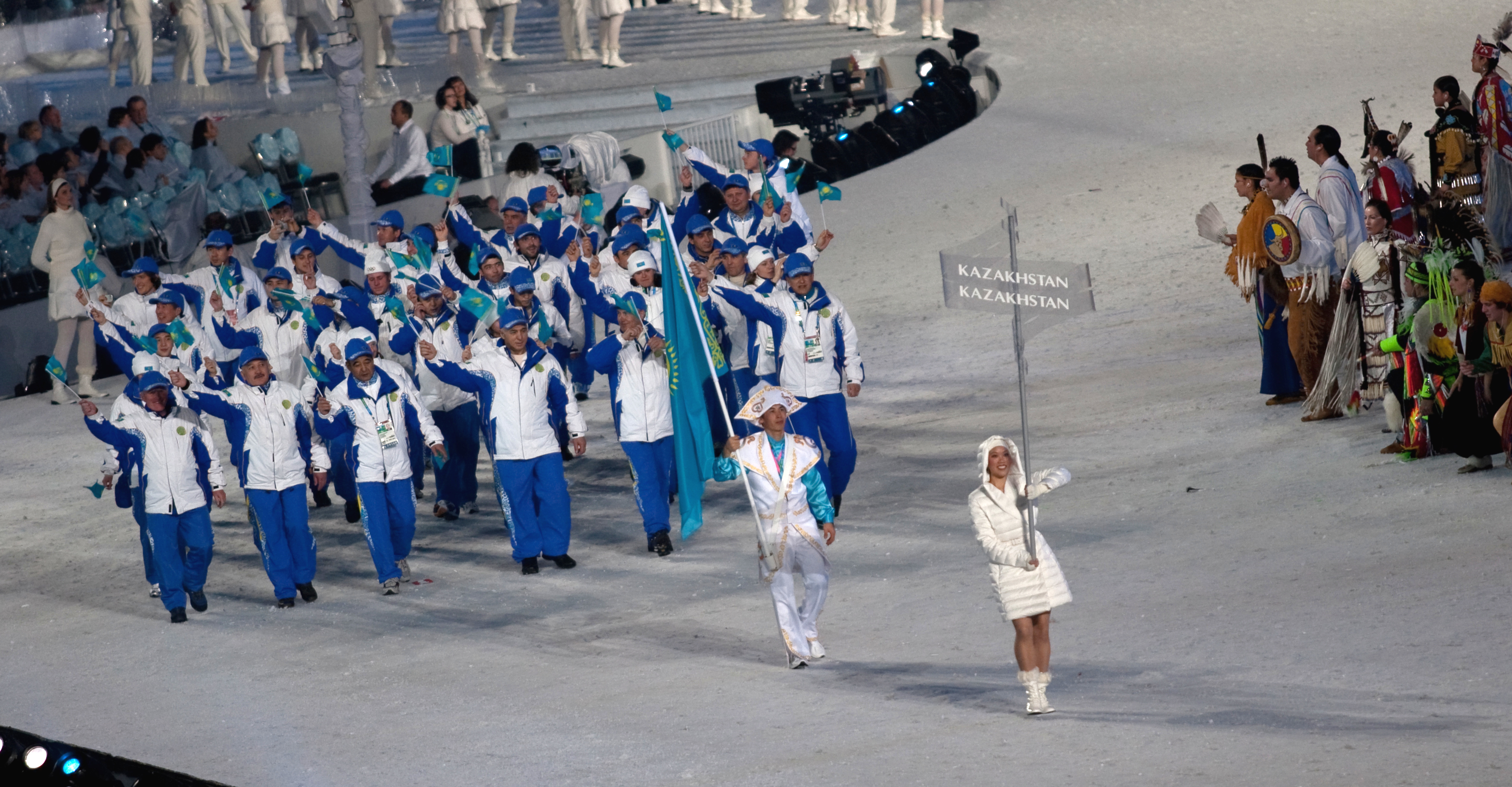
Kazahsztán olimpiai küldöttsége a megnyitón

Kazahsztán a kanadai Vancouverben megrendezett 2010. évi téli olimpiai játékok egyik részt vevő nemzete volt. Az országot az olimpián 8 sportágban 37 sportoló képviselte, akik összesen 1 érmet szereztek.

## Érmesek
| Érem  | Versenyző           | Sportág | Versenyszám                |
| ----- | ------------------- | ------- | -------------------------- |
| Ezüst | Jelena Hrusztaljova | Biatlon | Női 15 km egyéni indításos |

## Alpesisí
Férfi
| Versenyző       | Versenyszám            | 1. futam | 1. futam | 2. futam | 2. futam | Összesítés | Összesítés |
| Versenyző       | Versenyszám            | Idő      | Hely.    | Idő      | Hely.    | Idő        | Helyezés   |
| --------------- | ---------------------- | -------- | -------- | -------- | -------- | ---------- | ---------- |
| Igor Zakurdajev | Lesiklás               |          |          |          |          | 1:59,80    | 50.        |
| Igor Zakurdajev | Műlesiklás             | 54,41    | 43.      | 58,40    | 38.      | 1:52,81    | 38.        |
| Igor Zakurdajev | Óriás-műlesiklás       | 1:24,50  | 57.      | 1:26,86  | 52.      | 2:51,36    | 51.        |
| Igor Zakurdajev | Szuperóriás-műlesiklás |          |          |          |          | 1:36,97    | 43.        |

| Versenyző       | Versenyszám | Lesiklás | Lesiklás | Műlesiklás | Műlesiklás | Összesítés | Összesítés |
| Versenyző       | Versenyszám | Idő      | Hely.    | Idő        | Hely.      | Idő        | Helyezés   |
| --------------- | ----------- | -------- | -------- | ---------- | ---------- | ---------- | ---------- |
| Igor Zakurdajev | Összetett   | 1:58,95  | 42.      | 57,25      | 34.        | 2:56,20    | 33.        |

Női
| Versenyző         | Versenyszám            | 1. futam      | 1. futam      | 2. futam | 2. futam | Összesítés | Összesítés |
| Versenyző         | Versenyszám            | Idő           | Hely.         | Idő      | Hely.    | Idő        | Helyezés   |
| ----------------- | ---------------------- | ------------- | ------------- | -------- | -------- | ---------- | ---------- |
| Ljudmila Fedotova | Lesiklás               |               |               |          |          | 2:01,58    | 36.        |
| Ljudmila Fedotova | Óriás-műlesiklás       | nem ért célba | nem ért célba | kiesett  | kiesett  | kiesett    | kiesett    |
| Ljudmila Fedotova | Szuperóriás-műlesiklás |               |               |          |          | 1:31,43    | 38.        |

## Biatlon
Férfi
| Versenyző                                                              | Versenyszám           | Lövőhiba     | Időeredmény | Helyezés |
| ---------------------------------------------------------------------- | --------------------- | ------------ | ----------- | -------- |
| Nyikolaj Brajcsenko                                                    | 10 km sprint          | 3 (1+2)      | 28:52,0     | 84.      |
| Alekszandr Cservjakov                                                  | 10 km sprint          | 3 (1+2)      | 27:09,9     | 51.      |
| Alekszandr Cservjakov                                                  | 12,5 km üldözőverseny | 3 (1+0+1+1)  | 37:30,5     | 49.      |
| Alekszandr Cservjakov                                                  | 20 km egyéni          | 4 (0+0+0+4)  | 53:53,1     | 50.      |
| Gyiasz Kenesev                                                         | 10 km sprint          | 1 (0+1)      | 28:04,6     | 72.      |
| Gyiasz Kenesev                                                         | 20 km egyéni          | 4 (1+0+0+3)  | 56:27,0     | 72.      |
| Jan Szavickij                                                          | 10 km sprint          | 1 (1+0)      | 26:35,2     | 39.      |
| Jan Szavickij                                                          | 12,5 km üldözőverseny | 1 (0+0+1+0)  | 35:49,6     | 27.      |
| Jan Szavickij                                                          | 20 km egyéni          | 5 (0+1+2+2)  | 55:07,3     | 64.      |
| Alekszandr Trifonov                                                    | 20 km egyéni          | 4 (2+1+1+0)  | 55:53,1     | 69.      |
| Alekszandr Cservjakov Jan Szavickij Gyiasz Kenesev Alekszandr Trifonov | 4 × 7,5 km váltó      | 17 (2+6 2+7) | 1:30:31,1   | 18.      |

Női
| Versenyző                                                            | Versenyszám         | Lövőhiba    | Időeredmény | Helyezés      |
| -------------------------------------------------------------------- | ------------------- | ----------- | ----------- | ------------- |
| Ljubov Filmonova                                                     | 7,5 km sprint       | 2 (1+1)     | 22:44.4     | 67.           |
| Ljubov Filmonova                                                     | 15 km egyéni        | 3 (0+1+1+1) | 46:45.4     | 57.           |
| Jelena Hrusztaljova                                                  | 7,5 km sprint       | 0 (0+0)     | 20:20,4     | 5.            |
| Jelena Hrusztaljova                                                  | 10 km üldözőverseny | 3 (1+0+1+1) | 31:42,1     | 11.           |
| Jelena Hrusztaljova                                                  | 15 km egyéni        | 0 (0+0+0+0) | 41:13,5     |               |
| Jelena Hrusztaljova                                                  | 12,5 km tömegrajtos | 5 (2+2+1+0) | 39:01,3     | 27.           |
| Anna Lebegyeva                                                       | 7,5 km sprint       | 0 (0+2)     | 22:15,1     | 52.           |
| Anna Lebegyeva                                                       | 10 km üldözőverseny | 2 (0+1+0+1) | 34:49,8     | 44.           |
| Anna Lebegyeva                                                       | 15 km egyéni        | 2 (0+0+0+2) | 44:36,3     | 38.           |
| Marina Lebegyeva                                                     | 7,5 km sprint       | 1 (0+1)     | 22:27,0     | 58.           |
| Marina Lebegyeva                                                     | 10 km üldözőverseny | 5 (1+2+2+ ) | +kör        | nem ért célba |
| Marina Lebegyeva                                                     | 15 km egyéni        | 3 (0+0+2+1) | 48:04,9     | 71.           |
| Jelena Hrusztaljova Anna Lebegyeva Ljubov Filmonova Marina Lebegyeva | 4 × 6 km váltó      | 9 (0+4 0+5) | 1:13:42,9   | 14.           |

## Gyorskorcsolya
Férfi
| Versenyző       | Versenyszám | 1. futam | 1. futam | 2. futam | 2. futam | Eredmény | Helyezés |
| Versenyző       | Versenyszám | Idő      | Hely.    | Idő      | Hely.    | Eredmény | Helyezés |
| --------------- | ----------- | -------- | -------- | -------- | -------- | -------- | -------- |
| Dmitrij Babenko | 5000 m      |          |          |          |          | 6:31,19  | 15.      |
| Roman Krecs     | 500 m       | 36,261   | 35.      | 36,270   | 32.      | 72,531   | 34.      |
| Roman Krecs     | 1000 m      |          |          |          |          | 1:11,27  | 28.      |
| Gyenyisz Kuzin  | 1000 m      |          |          |          |          | 1:10,88  | 23.      |
| Gyenyisz Kuzin  | 1500 m      |          |          |          |          | 1:49,05  | 23.      |

Női
| Versenyző          | Versenyszám | 1. futam | 1. futam | 2. futam | 2. futam | Eredmény | Helyezés |
| Versenyző          | Versenyszám | Idő      | Hely.    | Idő      | Hely.    | Eredmény | Helyezés |
| ------------------ | ----------- | -------- | -------- | -------- | -------- | -------- | -------- |
| Jekatyerina Ajdova | 500 m       | 39,024   | 19.      | 39,116   | 22.      | 78,140   | 18.      |
| Jekatyerina Ajdova | 1000 m      |          |          |          |          | 1:17,85  | 16.      |
| Jekatyerina Ajdova | 1500 m      |          |          |          |          | 2:02,81  | 29.      |

## Műkorcsolya
| Versenyző          | Versenyszám  | Rövid program | Rövid program | Kűr     | Kűr     | Összesítés | Összesítés |
| Versenyző          | Versenyszám  | Pont          | Hely.         | Pont    | Hely.   | Pont       | Helyezés   |
| ------------------ | ------------ | ------------- | ------------- | ------- | ------- | ---------- | ---------- |
| Denisz Ten         | Férfi egyéni | 76,24         | 10.           | 135,01  | 14.     | 211,25     | 11.        |
| Abzal Rakimgalijev | Férfi egyéni | 55,88         | 26.           | kiesett | kiesett | kiesett    | kiesett    |

## Rövidpályás gyorskorcsolya
Férfi
| Versenyző       | Versenyszám | Előfutam | Előfutam | Negyeddöntő | Negyeddöntő | Elődöntő | Elődöntő | B döntő | B döntő | Döntő   | Döntő   | Helyezés |
| Versenyző       | Versenyszám | Idő      | Hely.    | Idő         | Hely.       | Idő      | Hely.    | Idő     | Hely.   | Idő     | Hely.   | Helyezés |
| --------------- | ----------- | -------- | -------- | ----------- | ----------- | -------- | -------- | ------- | ------- | ------- | ------- | -------- |
| Ajdar Bekzsanov | 500 m       | kizárták | kizárták | kiesett     | kiesett     | kiesett  | kiesett  | kiesett | kiesett | kiesett | kiesett | kiesett  |
| Ajdar Bekzsanov | 1000 m      | 1:26,536 | 4.       | kiesett     | kiesett     | kiesett  | kiesett  | kiesett | kiesett | kiesett | kiesett | 28.      |

## Síakrobatika
Ugrás
| Versenyző         | Versenyszám | Selejtező | Selejtező | Döntő   | Döntő    |
| Versenyző         | Versenyszám | Pont      | Helyezés  | Pont    | Helyezés |
| ----------------- | ----------- | --------- | --------- | ------- | -------- |
| Zsibek Arapbajeva | Női         | 86,98     | 23.       | kiesett | kiesett  |

Mogul
| Versenyző         | Versenyszám | Selejtező | Selejtező | Döntő   | Döntő    |
| Versenyző         | Versenyszám | Pont      | Helyezés  | Pont    | Helyezés |
| ----------------- | ----------- | --------- | --------- | ------- | -------- |
| Dmitrij Rejherd   | Férfi       | 24.26     | 9.        | 19.23   | 18.      |
| Dmitrij Barmasov  | Férfi       | 11.56     | 29.       | kiesett | kiesett  |
| Julija Galiseva   | Női         | 21.51     | 16.       | 22.17   | 11.      |
| Darja Ribalova    | Női         | 21.31     | 17.       | 20.85   | 14.      |
| Julija Rogyionova | Női         | 20.73     | 22.       | kiesett | kiesett  |

## Sífutás
Férfi
| Versenyző                                                                     | Versenyszám     | Selejtező | Selejtező | Negyeddöntő | Negyeddöntő | Elődöntő | Elődöntő | Döntő     | Döntő    |
| Versenyző                                                                     | Versenyszám     | Idő       | Hely.     | Idő         | Hely.       | Idő      | Hely.    | Idő       | Helyezés |
| ----------------------------------------------------------------------------- | --------------- | --------- | --------- | ----------- | ----------- | -------- | -------- | --------- | -------- |
| Nyikolaj Csebotyko                                                            | Sprint          | 3:37,84   | 8.        | 3:38,6      | 3.          | kiesett  | kiesett  | kiesett   | 13.      |
| Nyikolaj Csebotyko                                                            | 15 km           |           |           |             |             |          |          | 35:34,1   | 38.      |
| Szergej Cserepanov                                                            | Sprint          | 3:48,29   | 48.       | kiesett     | kiesett     | kiesett  | kiesett  | kiesett   | 48.      |
| Szergej Cserepanov                                                            | 15 km           |           |           |             |             |          |          | 35:50,8   | 47.      |
| Szergej Cserepanov                                                            | 30 km           |           |           |             |             |          |          | 1:23:43,7 | 49.      |
| Jevgenyij Kosevoj                                                             | Sprint          | 3:49,51   | 52.       | kiesett     | kiesett     | kiesett  | kiesett  | kiesett   | 52.      |
| Alekszej Poltoranyin                                                          | Sprint          | 3:38,68   | 15.       | 3:34,7      | 2.          | 3:35,4   | 4.       | 3:54,4    | 5.       |
| Alekszej Poltoranyin                                                          | 15 km           |           |           |             |             |          |          | 34:50,5   | 14.      |
| Alekszej Poltoranyin                                                          | 50 km           |           |           |             |             |          |          | 2:09:29,6 | 27.      |
| Jevgenyij Velicsko                                                            | 15 km           |           |           |             |             |          |          | 36:33,0   | 56.      |
| Jevgenyij Velicsko                                                            | 30 km           |           |           |             |             |          |          | 1:18:00,2 | 28.      |
| Jevgenyij Velicsko                                                            | 50 km           |           |           |             |             |          |          | 2:13:01,5 | 39.      |
| Nyikolaj Csebotyko Alekszej Poltoranyin                                       | Csapatsprint    | 18:45,3   | 5. D      |             |             |          |          | 19:07,5   | 5.       |
| Szergej Cserepanov Alekszej Poltoranyin Jevgenyij Velicsko Nyikolaj Csebotyko | 4 × 10 km váltó |           |           |             |             |          |          | 1:49:49,1 | 11.      |

Női
| Versenyző                                                                    | Versenyszám    | Selejtező | Selejtező | Negyeddöntő | Negyeddöntő | Elődöntő | Elődöntő | Döntő     | Döntő    |
| Versenyző                                                                    | Versenyszám    | Idő       | Hely.     | Idő         | Hely.       | Idő      | Hely.    | Idő       | Helyezés |
| ---------------------------------------------------------------------------- | -------------- | --------- | --------- | ----------- | ----------- | -------- | -------- | --------- | -------- |
| Okszana Jackaja                                                              | Sprint         | 3:51,27   | 32.       | kiesett     | kiesett     | kiesett  | kiesett  | kiesett   | 32.      |
| Okszana Jackaja                                                              | 10 km          |           |           |             |             |          |          | 27:16,3   | 39.      |
| Okszana Jackaja                                                              | 15 km          |           |           |             |             |          |          | 42:53,0   | 33.      |
| Okszana Jackaja                                                              | 30 km          |           |           |             |             |          |          | 1:34:11,0 | 18.      |
| Jelena Kolomina                                                              | Sprint         | 3:52,12   | 36.       | kiesett     | kiesett     | kiesett  | kiesett  | kiesett   | 36.      |
| Jelena Kolomina                                                              | 10 km          |           |           |             |             |          |          | 26:35,6   | 27.      |
| Jelena Kolomina                                                              | 15 km          |           |           |             |             |          |          | 42:48,4   | 28.      |
| Jelena Kolomina                                                              | 30 km          |           |           |             |             |          |          | 1:37:53,0 | 33.      |
| Marina Matroszova                                                            | Sprint         | 4:03,14   | 48.       | kiesett     | kiesett     | kiesett  | kiesett  | kiesett   | 48.      |
| Marina Matroszova                                                            | 15 km          |           |           |             |             |          |          | 44:36,2   | 47.      |
| Marina Matroszova                                                            | 30 km          |           |           |             |             |          |          | 1:38:00,6 | 34.      |
| Tatyjana Roscsina                                                            | 10 km          |           |           |             |             |          |          | 27:06,6   | 36.      |
| Szvetlana Malahova-Siskina                                                   | 10 km          |           |           |             |             |          |          | 25:53,9   | 10.      |
| Szvetlana Malahova-Siskina                                                   | 15 km          |           |           |             |             |          |          | 42:27,1   | 25.      |
| Szvetlana Malahova-Siskina                                                   | 30 km          |           |           |             |             |          |          | 1:41:01,6 | 42.      |
| Jelena Antonova                                                              | Sprint         | 4:01,35   | 45.       | kiesett     | kiesett     | kiesett  | kiesett  | kiesett   | 45.      |
| Okszana Jackaja Jelena Kolomina                                              | Csapatsprint   | 19:33,6   | 6.        |             |             |          |          | kiesett   | 11.      |
| Jelena Kolomina Okszana Jackaja Tatyjana Roscsina Szvetlana Malahova-Siskina | 4 × 5 km váltó |           |           |             |             |          |          | 58:23,3   | 9.       |

## Síugrás
| Versenyző         | Versenyszám | Selejtező | Selejtező | 1. ugrás | 1. ugrás | 2. ugrás | 2. ugrás | Összesítés | Összesítés |
| Versenyző         | Versenyszám | Pont      | Hely.     | Pont     | Hely.    | Pont     | Hely.    | Pont       | Helyezés   |
| ----------------- | ----------- | --------- | --------- | -------- | -------- | -------- | -------- | ---------- | ---------- |
| Nyikolaj Karpenko | Normálsánc  | 114,5     | 31.       | 113,0    | 30.      | 116,0    | 25.      | 229,0      | 29.*       |
| Nyikolaj Karpenko | Nagysánc    | 100,2     | 41.       | kiesett  | kiesett  | kiesett  | kiesett  | kiesett    | kiesett    |
| Alekszej Koroljov | Nagysánc    | 109,3     | 32.       | 79,8     | 39.      | kiesett  | kiesett  | kiesett    | kiesett    |
| Alekszej Koroljov | Normálsánc  | 116,0     | 29.       | 105,0    | 44.      | kiesett  | kiesett  | kiesett    | kiesett    |

* - egy másik versenyzővel azonos eredményt ért el